# 回螺
回螺（かいら）は2008年6月26日に
ワニマガジン社から刊行された安部吉俊の漫画作品集である。
発売時の帯では「暗黒漫画四部作」と銘打たれた。

## 書誌情報
- 出版：ワニマガジン社
- ISBN 4862690602
- 寸法： 256×182×22mm、225ページ

## 収録作品
- 『古街』（初出：ワニマガジン社FLAT、1998年）
- 『樹葬』（初出：角川書店月刊エースネクスト、2000年)
- 『廃域』（初出：ワニマガジン社robot）
- 『白雨』（初出：同人誌、1996年）

このうち白雨を除いた3作品はカラー版である。また、白雨と廃域は物語が完結しているが、樹葬は連載雑誌が廃刊となったため、物語は未完である。

## 登場人物
- エンリ・ハミル
- キキセル・クラナッハ

### 古街
- ゴードロイ・メイオウ
- ルキット・メイオウ
- キキセル・クラナッハ
- ミミシ・クラナッハ

### 樹葬
- ルキット・メイオウ
- 名称不明
- キュロ（正式には情報循環系の名称）

### 廃域
- 328a ジゼル
- 328b タタリア
- 329a ゼウム
- 329b ミュウ
- キキセル・クラナッハ

### 白雨
- 328
- 329
- キキセル・クラナッハ

## 用語
- 氷射砲
- 灰の街
- ウツロ(洞)
- 素体
- 未加工の脳
- 人形師
- 三原則保護違反
- マリニュール
- 擬獣
- 共生体
- バヴェル
- ワイヤーボーラ
- 血の結晶化
- 捕食
- 齟齬反応
- 出口のない迷宮